# Yêu thì ghét thôi
Yêu thì ghét thôi (tên khác: Ghét thì yêu thôi 2) là một bộ phim truyền hình được thực hiện bởi Trung tâm Phim truyền hình Việt Nam, Đài Truyền hình Việt Nam do Trịnh Lê Phong làm đạo diễn. Phim phát sóng vào lúc 21h45 thứ 4, 5 hàng tuần bắt đầu từ ngày 29 tháng 8 năm 2018 và kết thúc vào ngày 13 tháng 12 năm 2018 trên kênh VTV3.

## Nội dung
Nối tiếp từ nội dung phần 1, Yêu thì ghét thôi xoay quanh cuộc sống của những cặp vợ chồng khi bước vào ngưỡng cửa hôn nhân, những mâu thuẫn, cãi vã hơn và biến cố cũng xảy ra từ đó, khiến họ nhận ra rằng hôn nhân không đơn giản chỉ cần có tình yêu.

## Diễn viên
- Lê Phương Anh trong vai Kim[5]
- Đình Tú trong vai Du[4]
- Chí Trung trong vai Quang "Quác"[4]
- Vân Dung trong vai Diễm[4]
- Quang Thắng trong vai Thắng
- Anh Dũng trong vai Nhật Anh
- Đỗ Duy Nam trong vai Dũng
- Đặng Ngọc Dũng trong vai Sỹ[6]
- Hoàng Thu Trang trong vai Phương Anh[6]
- Hải Anh trong vai Tăng[6]
- Hồng Hạnh trong vai Hà (Cú)[6]
- Mạnh Hưng trong vai Khanh
- Vũ Thu Hoài trong vai Trang[5]

### Vai phụ
- Trần Đức trong vai Ông Dương
- Phạm Anh Tuấn trong vai Ông Lợi[6]
- Trung Cường trong vai Ông Quyết
- Hoàng Huy trong vai Ông Vinh
- Thu Quỳnh trong vai Quỳnh
- Hương Giang trong vai Giang
- Lương Giang trong vai Giang
- Lương Thanh trong vai Nguyệt
- Tiến Việt trong vai Chủ mặt bằng
- Đức Anh vai Thẹn (Con trai Tăng)

Và một số diễn viên khác...

## Nhạc phim
- Yêu thì ghét thôi

Sáng tác: Đặng Duy Chiến
Thể hiện: Hồng Phi
- Có những ngày

Sáng tác: Đặng Duy Chiến
Thể hiện: Hồng Nhung - Thu Trang

## Ngoại truyện
Một phần phim ngoại truyện với thời lượng dài 37 phút đã được phát hành vào tháng 11 năm 2018, với nội dung kết hợp giữa hai bộ phim truyền hình là Yêu thì ghét thôi và Quỳnh búp bê.